# Ikeda Jurato
Jurato Ikeda (池田樹雷人 Ikeda, Jurato, sinh ngày 17 tháng 9 năm 1996 ở Tokyo) là một cầu thủ bóng đá người Nhật Bản thi đấu cho Ehime FC.

## Thống kê câu lạc bộ
Cập nhật đến ngày 23 tháng 2 năm 2018.
| Thành tích câu lạc bộ | Thành tích câu lạc bộ | Thành tích câu lạc bộ | Giải vô địch | Giải vô địch | Cúp                   | Cúp                   | Tổng cộng | Tổng cộng |
| Mùa giải              | Câu lạc bộ            | Giải vô địch          | Số trận      | Bàn thắng    | Số trận               | Bàn thắng             | Số trận   | Bàn thắng |
| Quốc gia              | Quốc gia              | Quốc gia              | Giải vô địch | Giải vô địch | Cúp Hoàng đế Nhật Bản | Cúp Hoàng đế Nhật Bản | Tổng cộng | Tổng cộng |
| --------------------- | --------------------- | --------------------- | ------------ | ------------ | --------------------- | --------------------- | --------- | --------- |
| 2015                  | Cerezo Osaka          | J2 League             | 0            | 0            | 0                     | 0                     | 0         | 0         |
| 2016                  | Cerezo Osaka          | J2 League             | 0            | 0            | 0                     | 0                     | 0         | 0         |
| 2016                  | U-23 Cerezo Osaka     | J3 League             | 11           | 0            | –                     | –                     | 11        | 0         |
| 2017                  | Bangkok Glass         | TL1                   | 24           | 0            | 2                     | 1                     | 26        | 1         |
| Tổng cộng sự nghiệp   | Tổng cộng sự nghiệp   | Tổng cộng sự nghiệp   | 35           | 0            | 2                     | 1                     | 37        | 1         |